# Lieve (bier)
Lieve Royale is een voormalig Nederlands bier gebrouwen door Arcense Stoombierbrouwerij. Het was een Pale ale van 5%.